# Politikin Zabavnik
Politikin Zabavnik je bila jugoslovanska (zdaj srbska) revija, ki je imela kultni status v popularni kulturi nekdanje Jugoslavije (sedaj Srbije).
Prva številka je izšla 28. februarja 1939. V začetku je bil tiskan v obliki dnevnega časopisa in je izhajal dvakrat tedensko, s časom pa je prešel na tedenski ritem - ob petkih. Tretjino revije obsegajo stripi, dve tretjini pa članki o znanosti, naravi, zgodovini, glasbi in zanimivih dogodkih iz življenja. Slogan revije je Za vse od 7 do 107 leta.
Stalni ilustratorji zabavnika so bili Vladana Likar Smiljanić, Nenad Mirković in Božidar Veselinović, risar dodatkov slovenske izdaje pa je bil Marjan Bregar.
30. aprila 1971 je Zabavnik dobil še srbsko izdajo v latinici, 14. septembra 1973 (teden dni po prenehanju izhajanja Zvitorepca) je s številko 1133 v sodelovanju z založniško hišo Delo pričela izhajati tudi različica v slovenščini, ki je izhajala do 10. novembra 1989 oziroma številke 1976, ko je naklada slovenske različice dosegala le nerentabilnih 8000 izvodov, prodala pa se jih je slaba polovica.
Politikin Zabavnik v slovenščini je imel v začetku izhajanja 1973 povprečno tiskano naklado kar 58.494 izvodov (1974, 40.322 izvodov, 1978 52.042 izvodov, 1982 pa le še 34.491 izvodov).
31. januarja 2019 je založniška hiša Salomon obudila slovensko izdajo Politikinega Zabavnika. (COBISS), za razliko od originalne izdaje, ki izhaja tedensko je izhajal mesečno, od aprila 2021 pa dvomesečno. Nova slovenska izdaja prav tako ni označena s številkami ampak letnikom in meseci. Del revije je bil preveden, del avtorski oz. delno zapolnjen s članki iz drugih revij hiše Salomon. Zadnja številka je izšla 30. junija 2022, skupaj je izšlo 42 številk.
Junija 2023 je Politikin Zabavnik v slovenščini spet začel izhajati z napovedjo, da bo izhajal vsak torek kot priloga časopisa Novice Svet24 založniške hiše Salomon oziroma Media24.